# Millettia fruticosa
Millettia fruticosa är en ärtväxtart som först beskrevs av Dc., och fick sitt nu gällande namn av John Gilbert Baker. Millettia fruticosa ingår i släktet Millettia och familjen ärtväxter. IUCN kategoriserar arten globalt som otillräckligt studerad. Inga underarter finns listade i Catalogue of Life.